# Museo de la Cultura Pop

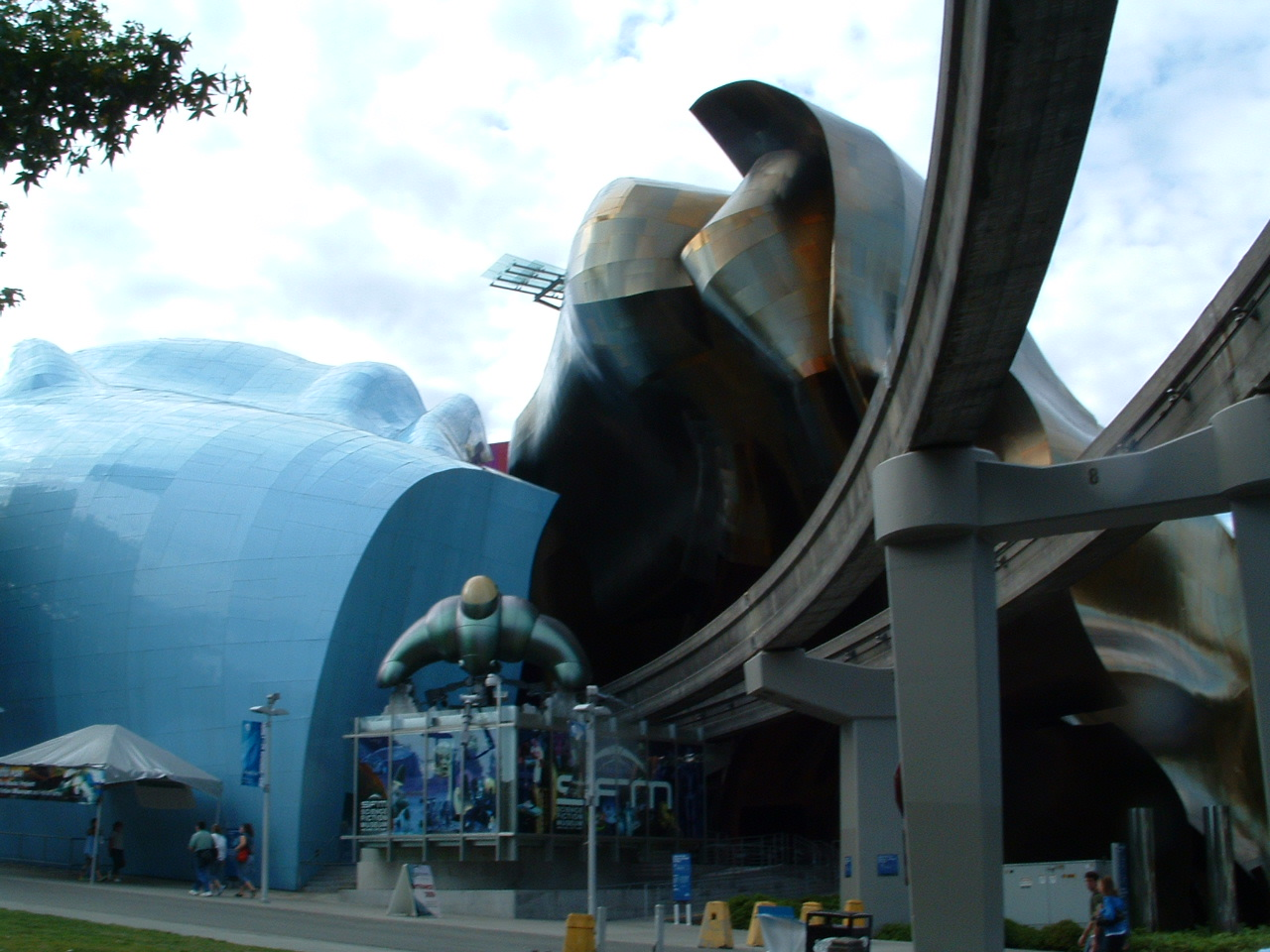
Las vías del monorraíl entrando en el edificio del MoPOP.

El Museo de la Cultura Pop (en inglés: Museum of Pop Culture) o MoPOP es un museo sin ánimo de lucro situado en Seattle (Washington, Estados Unidos), dedicado a la cultura popular contemporánea. Fue fundado en el año 2000 por Paul Allen, cofundador de Microsoft, con el nombre de Experience Music Project. Desde entonces, el MoPOP ha organizado decenas de exposiciones, diecisiete de las cuales han girado por los Estados Unidos y otros países.
El museo —conocido antiguamente como Experience Music Project, Experience Music Project and Science Fiction Museum and Hall of Fame (EMP|SFM) y EMP Museum— ha lanzado muchos programas públicos, como Sound Off!, una «batalla de bandas» anual para menores de veintiún años que apoya la escena musical, y la Pop Conference, un encuentro anual de académicos, críticos, músicos y aficionados a la música. El MoPOP, en colaboración con el Festival Internacional de Cine de Seattle (SIFF), organiza cada invierno el Festival de Cortometrajes de Ciencia Ficción y Fantasía. Por último, desde 2007, el museo reconoce con el Founders Award las contribuciones de artistas musicales.

## Exposiciones y actividades

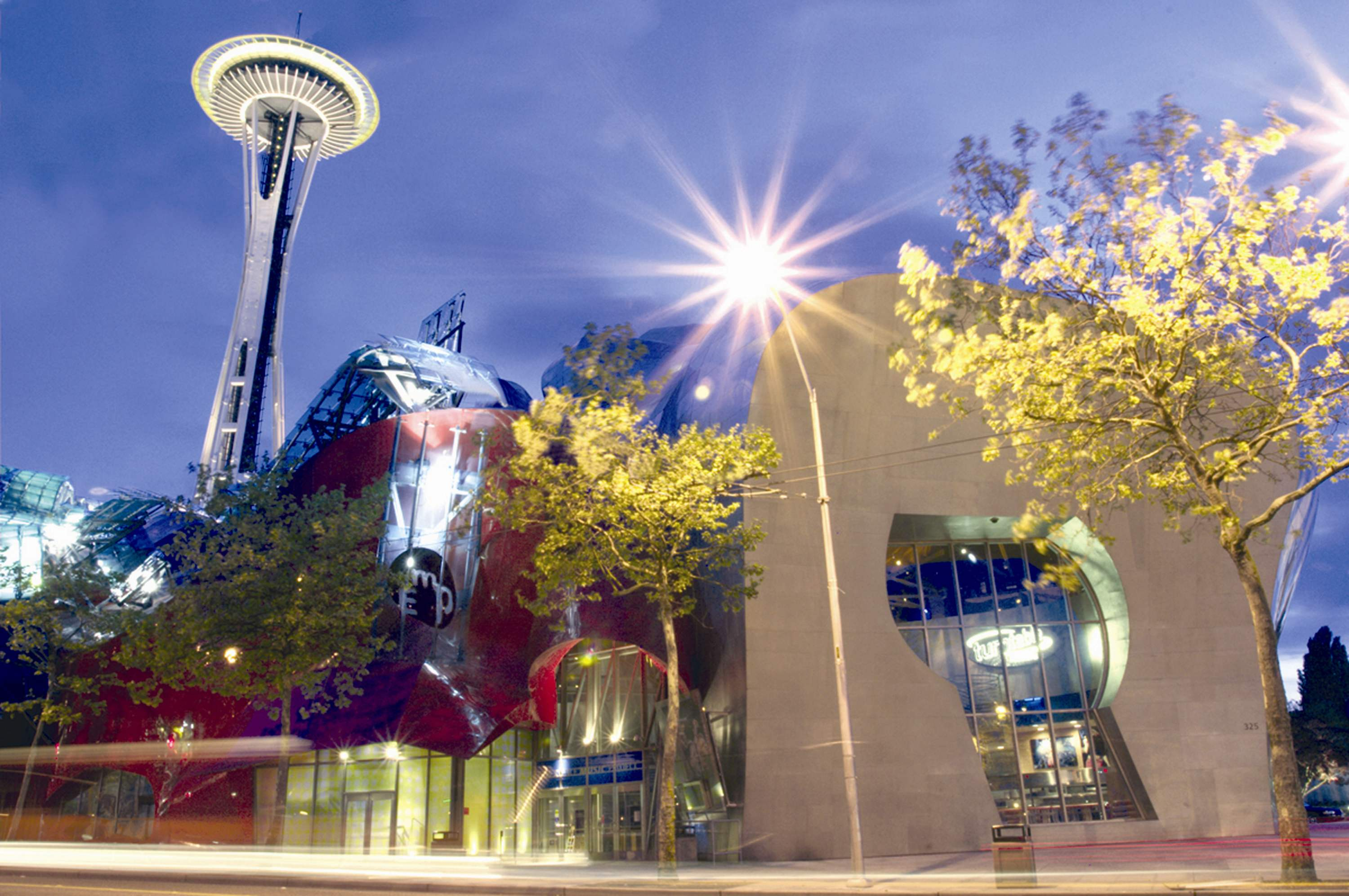
Vista nocturna del MoPOP.

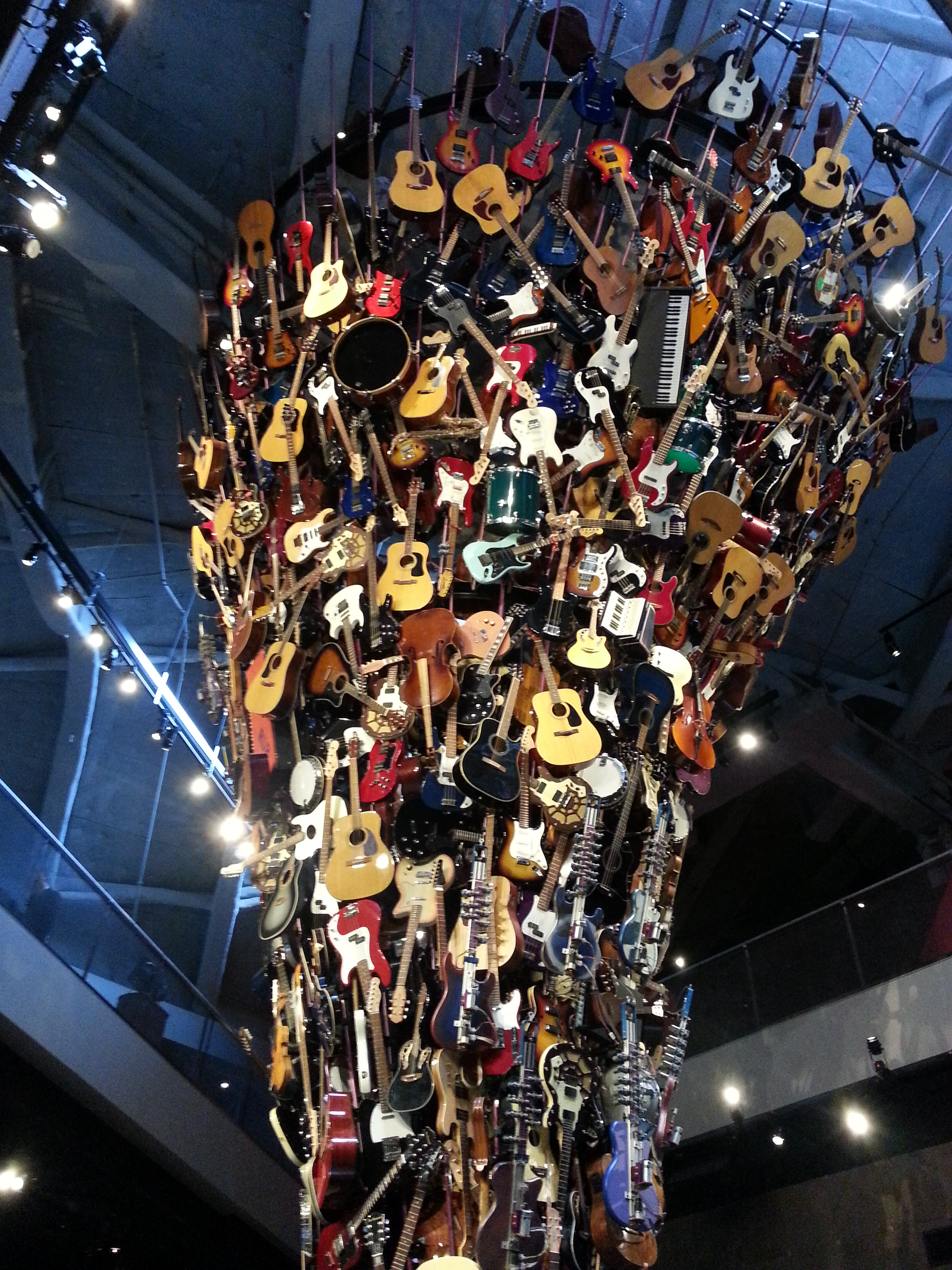
Escultura de una guitarra en el MoPOP.

El MoPOP alberga numerosas exposiciones e instalaciones interactivas, así como esculturas sonoras y recursos educativos. Entre ellos, cabe destacar los siguientes:
- El edificio de 14 000 m², diseñado por Frank O. Gehry, que contiene varias galerías y la Sky Church, que tiene una pantalla led Barco C7, una de las pantallas led de interior más grandes del mundo.[1]
- Exposiciones sobre la cultura popular, desde el arte de la fantasía, el cine de terror y los videojuegos hasta la literatura de ciencia ficción y el vestuario del cine y teatro.
- Actividades interactivas en galerías como Sound Lab («Laboratorio del sonido») y On Stage («En el escenario»), donde los visitantes pueden explorar los instrumentos del rock and roll y tocar música delante de una audiencia virtual.
- IF VI WAS IX, una escultura de guitarra compuesta por más de quinientos instrumentos musicales y treinta computadoras concebida por el diseñador de exposiciones británico Neal Potter y realizada por el escultor sonoro Trimpin.[2][3]
- La mayor colección del mundo de objetos, letras manuscritas de canciones, instrumentos y fotografías originales celebrando la música y la historia del músico de Seattle Jimi Hendrix y la banda Nirvana.
- Actividades educativas, como las Curriculum Connections, un programa de talleres en el museo y actividades de divulgación; el programa STAR (Student Training in Artistic Reach) para la formación de estudiantes en el ámbito artístico; campamentos de creatividad para niños; talleres para artistas adolescentes; Write Out of This World, un concurso anual de cuentos de ciencia ficción y fantasía para alumnos de 3.º a 12.º grado; y una residencia para artistas de hip hop.
- Programas públicos como el Festival de Cortometrajes de Ciencia Ficción y Fantasía del MoPOP, la Pop Conference, la Youth Advisory Board (YAB), y Sound Off!, la «batalla de bandas» más importante del Noroeste del Pacífico.

El MoPOP también fue el lugar donde se celebró el primer programa de conciertos y talleres NIME, que posteriormente se transformó en la conferencia internacional anual New Interfaces for Musical Expression, un centro para la investigación sobre la tecnología musical.

## Museo de la Ciencia Ficción
El Museo y Salón de la Fama de la Ciencia Ficción (en inglés: Science Fiction Museum and Hall of Fame) fue fundado por Paul Allen y su hermana Jody Patton, y abrió al público el 18 de junio de 2004. Incorporó el Salón de la Fama de la Ciencia Ficción y la Fantasía (en inglés: Science Fiction and Fantasy Hall of Fame), que había sido fundado en 1996. El museo fue dividido en varias galerías con temas como Homeworld («Planeta natal»), Fantastic Voyages («Viajes fantásticos»), Brave New Worlds («Mundos felices») y Them! («¡Ellos!»), cada una de las cuales exhibía en grandes vitrinas recuerdos relacionados (como atrezo, primeras ediciones, vestuario y maquetas), junto con carteles y exposiciones interactivas. The New York Times dijo del museo que «desde robots hasta jet packs, pasando por trajes espaciales y pistolas láser, todo está aquí».
Entre los miembros de la junta asesora del museo se encontraban Steven Spielberg, Ray Bradbury, James Cameron y George Lucas. Su colección de objetos contaba con la silla de mando del capitán Kirk en Star Trek, el robot B9 de Perdidos en el espacio, la maqueta de la Estrella de la Muerte de Star Wars, el Terminator T-800 y la cúpula de la película Naves misteriosas. Aunque el Museo de la Ciencia Ficción como colección permanente fue desinstalado en marzo de 2011, en junio de 2012 abrió una nueva exposición llamada Icons of Science Fiction («Iconos de la ciencia ficción») en sustitución. En este momento, se inauguró la nueva exposición del Salón de la Fama y se anunció la promoción de 2012.

## Salón de la Fama de la Ciencia Ficción y la Fantasía
El Salón de la Fama de la Ciencia Ficción y la Fantasía (en inglés: Science Fiction and Fantasy Hall of Fame) fue fundado en 1996 por la Sociedad de la de la Ciencia Ficción y la Fantasía de Kansas City (en inglés: Kansas City Science Fiction and Fantasy Society) y el Centro para el Estudio de la Ciencia Ficción (en inglés: Center for the Study of Science Fiction, CSSF) de la Universidad de Kansas. Sus presidentes fueron Keith Stokes (1996–2001) y Robin Wayne Bailey (2002–2004). Solo los escritores y editores eran elegibles para este reconocimiento y cada año se añadían cuatro al salón de la fama, dos fallecidos y dos vivos. Cada promoción de cuatro era anunciada en la convención anual de ciencia ficción de Kansas City, ConQuesT, y añadida en la Conferencia Campbell organizada por el CSSF.
El Salón de la Fama dejó de añadir escritores de fantasía en 2004, cuando pasó a formar parte del Museo de la Ciencia Ficción, afiliado al Museo de la Cultura Pop, con el nombre de Salón de la Fama de la Ciencia Ficción (en inglés: Science Fiction Hall of Fame). Después de haber incluido a treinta y seis escritores en nueve años, la organización empezó a reconocer medios no literarios en 2005. Mantuvo el cupo de cuatro nuevos miembros y, por tanto, redujo el número anual de escritores. Las notas de prensa de 2005 y 2006 añadieron nuevos miembros en las categorías de «literatura», «arte», «cine, televisión y medios», y «abierta», uno para cada categoría. En 2007 y 2008, el cuarto miembro fue incluido en una de las tres primeras categorías.
El MoPOP desinstaló el Museo de la Ciencia Ficción en marzo de 2011. Cuando en junio de 2012 abrió la exposición Icons of Science Fiction, se inauguró la nueva exposición del Salón de la Fama y se anunció la promoción de 2012. Las nominaciones al salón de la fama son enviadas por el público, pero la selección es realizada por «escritores, artistas, editores y profesionales premiados del cine de ciencia ficción». El MoPOP restauró el nombre original del salón de la fama en línea durante junio de 2013 y anunció a cinco nuevos miembros, uno cada día, a partir del 17 de junio. Los primeros cuatro fueron reconocidos en gran parte o en su totalidad por obras de ciencia ficción, pero el quinto fue J. R. R. Tolkien, «aclamado como el padre de la literatura fantástica moderna».

### Miembros del Salón de la Fama de la Ciencia Ficción y la Fantasía
- 1996: Jack Williamson, A. E. van Vogt, John W. Campbell y Hugo Gernsback[9][17]
- 1997: Andre Norton, Arthur C. Clarke, H. G. Wells e Isaac Asimov[9][17]
- 1998: Hal Clement, Frederik Pohl, C. L. Moore y Robert A. Heinlein[9][17]
- 1999: Ray Bradbury, Robert Silverberg, Julio Verne y Abraham Merritt[9][17]
- 2000: Poul Anderson, Gordon R. Dickson, Theodore Sturgeon y Eric Frank Russell[9][17]
- 2001: Jack Vance, Ursula K. Le Guin, Alfred Bester y Fritz Leiber[9][17]
- 2002: Samuel R. Delany, Michael Moorcock, James Blish y Donald A. Wollheim[9][17]
- 2003: Wilson Tucker, Kate Wilhelm, Damon Knight y Edgar Rice Burroughs[9][17]
- 2004: Brian W. Aldiss, Harry Harrison, Mary Shelley y E. E. Smith[9][17]
- 2005: Steven Spielberg, Philip K. Dick, Chesley Bonestell y Ray Harryhausen[11]
- 2006: George Lucas, Frank Herbert, Frank Kelly Freas y Anne McCaffrey[12]
- 2007: Ed Emshwiller, Gene Roddenberry, Ridley Scott y Gene Wolfe[13]
- 2008: Ian Ballantine y Betty Ballantine, William Gibson, Richard M. Powers y Rod Serling[14]
- 2009: Edward L. Ferman, Michael Whelan, Frank R. Paul y Connie Willis[18]
- 2010: Octavia E. Butler, Richard Matheson, Douglas Trumbull y Roger Zelazny[19]
- 2011: Vincent Di Fate, Gardner Dozois, Harlan Ellison y Jean Giraud[20]
- 2012: Joe Haldeman, James Tiptree, Jr., James Cameron y Virgil Finlay[7]
- 2013: H. R. Giger, Judith Merril, Joanna Russ, David Bowie y J. R. R. Tolkien[16]
- 2014: Frank Frazetta, Hayao Miyazaki, Leigh Brackett, Olaf Stapledon y Stanley Kubrick[15]
- 2015: James E. Gunn, Georges Méliès, John Schoenherr, Kurt Vonnegut y Jack Gaughan[21]
- 2016: Terry Pratchett, Douglas Adams, Star Trek y Blade Runner[22]
- 2017: J. K. Rowling, Stan Lee, The Legend of Zelda y Buffy the Vampire Slayer[23][24]
- 2018: Neil Gaiman, Vonda N. McIntyre, Doctor Who y Magic: El encuentro[25]
- 2020: Ted Chiang, D.C. Fontana, Star Wars y Watchmen[26]
- 2021: Nichelle Nichols, Sigourney Weaver, Godzilla y Viaje a la Luna[27]
- 2023: John Carpenter, N. K. Jemisin, Dune y The Rocky Horror Picture Show[28]
- 2024: Nnedi Okorafor, Nicola Griffith, Pantera Negra y Dragon Ball[29]

#### 20.º aniversario
En 2016, el año del 20.º aniversario del Salón de la Fama, su alcance se modificó de nuevo para incluir no solo a creadores, sino también creaciones de géneros como el cine, la televisión y los videojuegos, con dos ejemplos. También se anunciaron un total de veinte miembros adicionales en ambas categorías:
- Creadores: Margaret Atwood, Keith David, Guillermo del Toro, Terry Gilliam, Jim Henson, Jack Kirby, Madeleine L'Engle, C. S. Lewis, H. P. Lovecraft, Leonard Nimoy, George Orwell, Rumiko Takahashi y John Williams
- Creaciones: 2001: A Space Odyssey, Dungeons & Dragons, The Matrix, Myst, The Princess Bride, Mujer Maravilla y The X-Files

En noviembre de 2016, el museo cambió su nombre de Experience Music Project Museum a Museo de la Cultura Pop (en inglés: Museum of Pop Culture) o MoPOP.

## Arquitectura

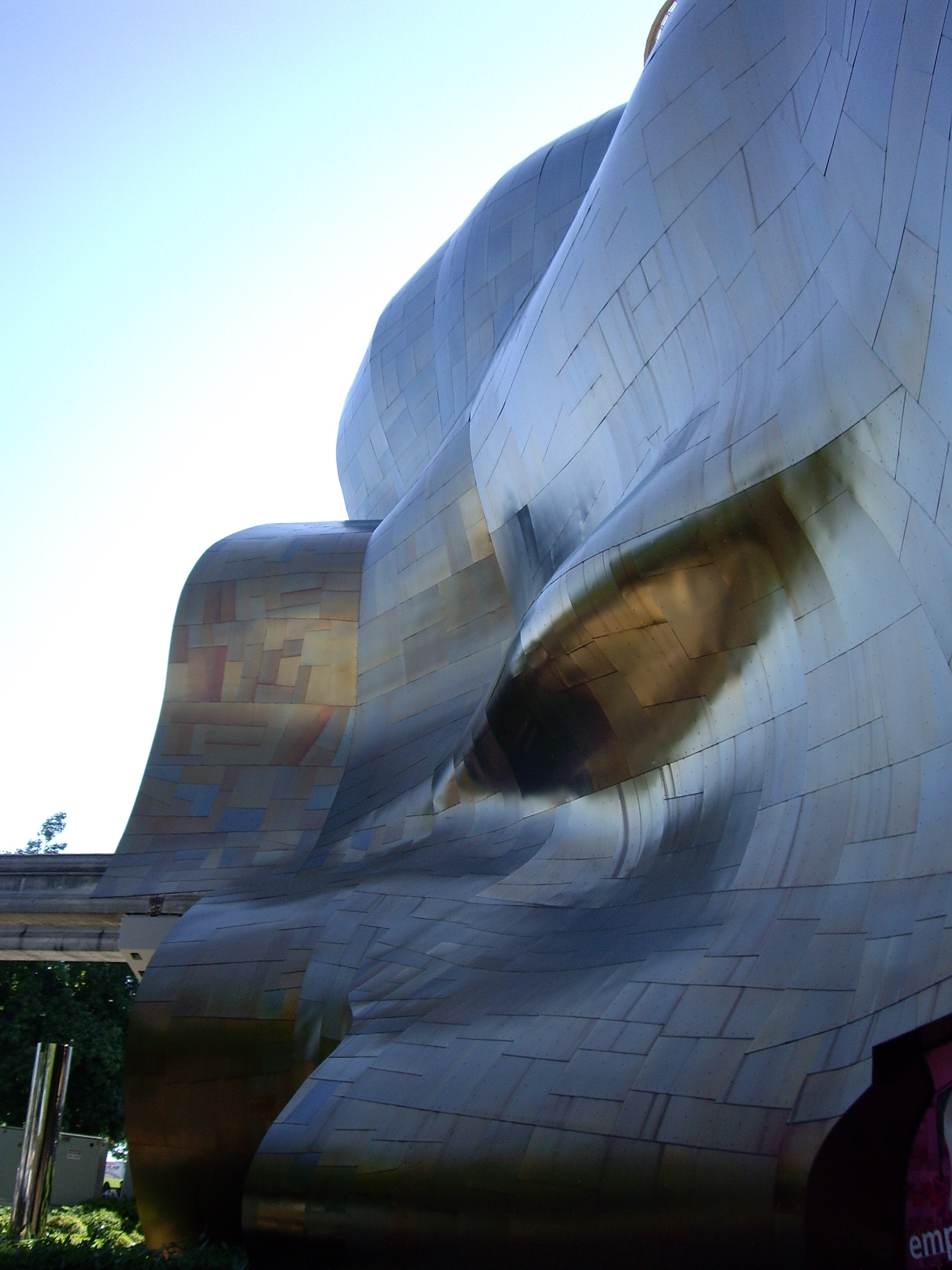
Vista exterior del edificio.

El MoPOP está situado en el campus del Seattle Center, al lado de la Space Needle y el monorraíl de Seattle, que atraviesa el museo. El edificio fue diseñado por Frank Gehry y su construcción de chapa metálica recuerda a otras obras de su estudio, como el Museo Guggenheim Bilbao, el Walt Disney Concert Hall o la Torre Gehry. Buena parte del material del edificio está expuesto en su interior. El edificio contiene 13 000 m² y ocupa una superficie de 3300 m². La Sky Church, una sala de conciertos con capacidad para ochocientas personas, rinde homenaje a Jimi Hendrix. La última viga de acero que fue colocada lleva las firmas de todos los trabajadores de la construcción que se encontraban en la obra en el día en que fue instalada. La Hoffman Construction Company de Portland (Oregón) fue el contratista general del proyecto, mientras Magnusson Klemencic Associates de Seattle fueron los ingenieros estructurales.

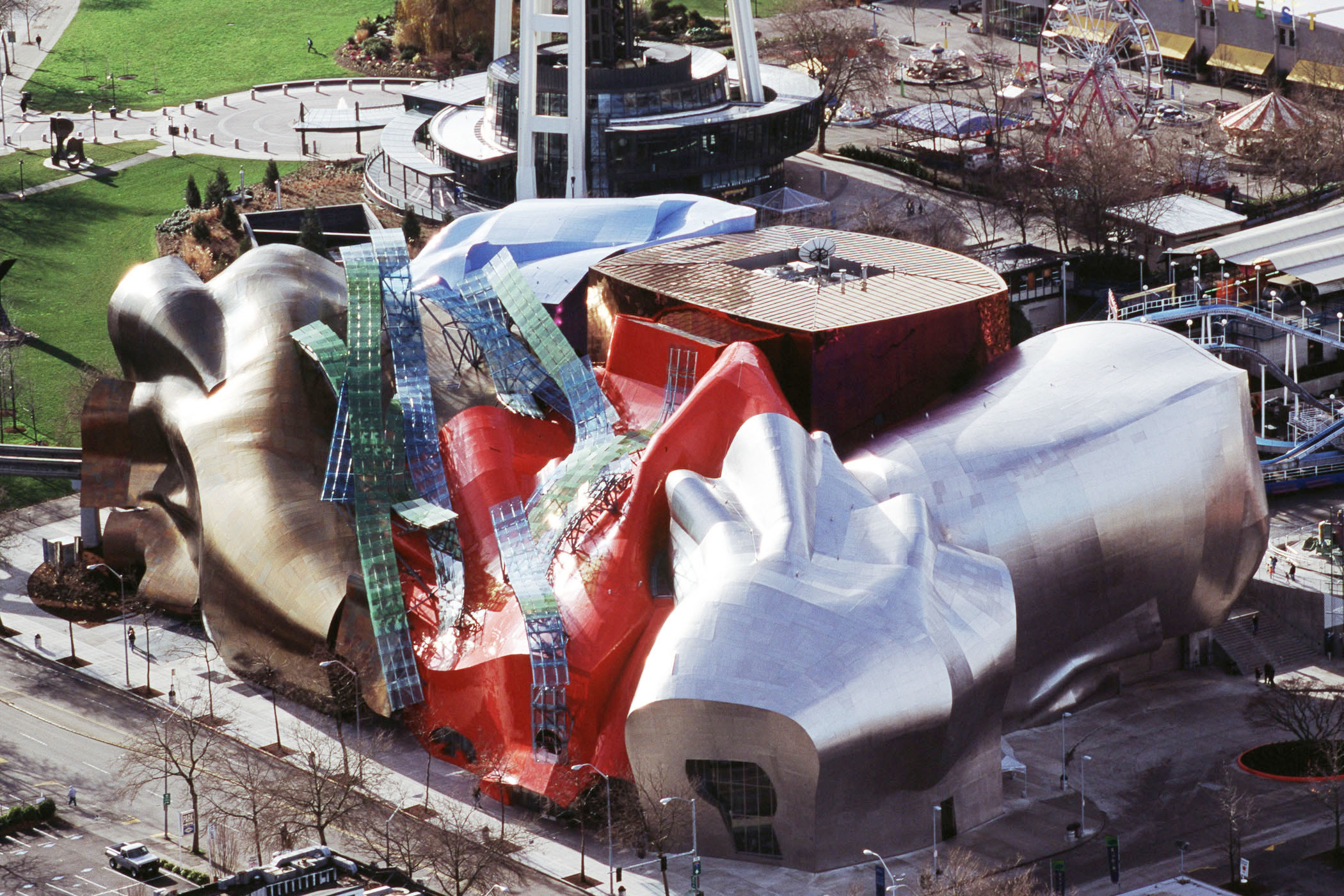
El diseño de Frank Gehry.

Incluso antes de la puesta de la primera piedra, el Seattle Weekly dijo que su diseño podía hacer referencia a «la frecuente comparación con una guitarra eléctrica destrozada». De hecho, el propio Gehry hizo esta comparación: «Empezamos recopilando imágenes de Stratocasters, trayendo cuerpos de guitarras, inspirándonos en esas formas para desarrollar nuestras ideas». El diseño fue recibido por los residentes de Seattle con una mezcla de aclamación por Gehry y crítica de este edificio concreto. El escritor británico y residente en Seattle Jonathan Raban remarcó que «Frank Gehry ha creado algunos edificios maravillosos, como el Museo Guggenheim de Bilbao, pero su trabajo en Seattle, el Experience Music Project, no es uno de ellos». El crítico de arquitectura del New York Times Herbert Muschamp lo describió como «algo que salió a rastras del mar, rodó y se murió». La revista Forbes lo incluyó entre los diez edificios más feos del mundo. Otros lo describen como una «masa amorfa» o lo llaman «las hemorroides». Pese a algunas reseñas críticas del edificio, ha sido considerado «un telón de fondo apropiado para la colección más grande del mundo de recuerdos de Jimi Hendrix». Su exterior, que muestra una fusión de texturas y colores, incluido dorado, plata, rojo intenso, azul y una «neblina púrpura reluciente», ha sido descrito como «una representación adecuada de la experiencia del rock estadounidense».

## Finanzas
El museo ha tenido un éxito financiero mixto. En un esfuerzo por recaudar más fondos, en 2006 sus gestores utilizaron la extensa colección de arte de Allen para crear una exposición titulada DoubleTake: From Monet to Lichtenstein («Doble toma: de Monet a Lichtenstein»). Esta exposición incluía El beso de Roy Lichtenstein (1962), La lectora de Pierre-Auguste Renoir (1877), Huerto con melocotoneros en flor de Vincent van Gogh (1888), Cuatro bañistas de Pablo Picasso (1921) y varias obras de Claude Monet, incluido uno de los cuadros de los Nenúfares (1919) y El Palacio Da Mula (1908). Desde entonces, el museo ha organizado numerosas exposiciones centradas más específicamente en la cultura popular, como Sound and Vision: Artists Tell Their Stories («Sonido y visión: Los artistas cuentan sus historias»), que abrió sus puertas el 28 de febrero de 2007 y unió música y ciencia ficción en una sola exposición, utilizando la extensa colección de grabaciones de historia oral del museo. Las exposiciones recientes del museo han tratado de temas como el cine de terror, los videojuegos, las chaquetas de cuero negro o el cine y la literatura de fantasía.

## Founders Award
Desde 2007, el Founders Award del Museo de la Cultura Pop ha reconocido a artistas cuyas «notables contribuciones continúan alimentando a la siguiente generación de creadores». La gala benéfica anual de entrega de premios es fundamental para financiar las exposiciones y los programas educativos y comunitarios del museo. En 2020, debido a la pandemia de COVID-19, la gala tuvo que ser cancelada y, por primera vez, el evento fue hecho gratuito y retransmitido al público en línea el 1 de diciembre de 2020. En ella, el MoPOP galardonó al grupo musical de Seattle Alice in Chains. La transmisión benéfica recaudó más de 600 000 dólares para el MoPOP en su primera noche. Una recopilación de los momentos destacados de la gala se puso a disposición en streaming en Amazon Music.

### Premiados
- 2007: Ann y Nancy Wilson[46]
- 2008: Robbie Robertson[46]
- 2009: Steve Cropper[46]
- 2010: Billy Cox[46]
- 2011: Buddy Guy[46]
- 2012: Carlos Santana[46]
- 2013: Crosby, Stills & Nash[46]
- 2014: Jackson Browne[46]
- 2015: Jimmy Page[46]
- 2016: Joe Walsh[46]
- 2017: The Doors[46]
- 2018: John Fogerty[46]
- 2019: Brandi Carlile[46]
- 2020: Alice in Chains[47]
- 2022: Quincy Jones[46]